# Giuseppe Bongiorno
Giuseppe Bongiorno (Palermo, 24 settembre 1950) è un politico italiano.

## Biografia
Nel 2001 è stato eletto al Senato della Repubblica per Alleanza Nazionale. È stato membro della 9ª Commissione permanente (Agricoltura e produzione agroalimentare), della Commissione parlamentare questioni regionali e della Commissione d'inchiesta sull'affare Telekom-Serbia.